# 馬拉維蒼皮麗魚
馬拉維蒼皮麗魚，為輻鰭魚綱鱸形目隆頭魚亞目慈鯛科的其中一種，分布於非洲馬拉威湖流域，棲息深度50-150公尺，體長可達28公分，棲息在中底層水域，屬肉食性，生活習性不明。